# Watzenegg

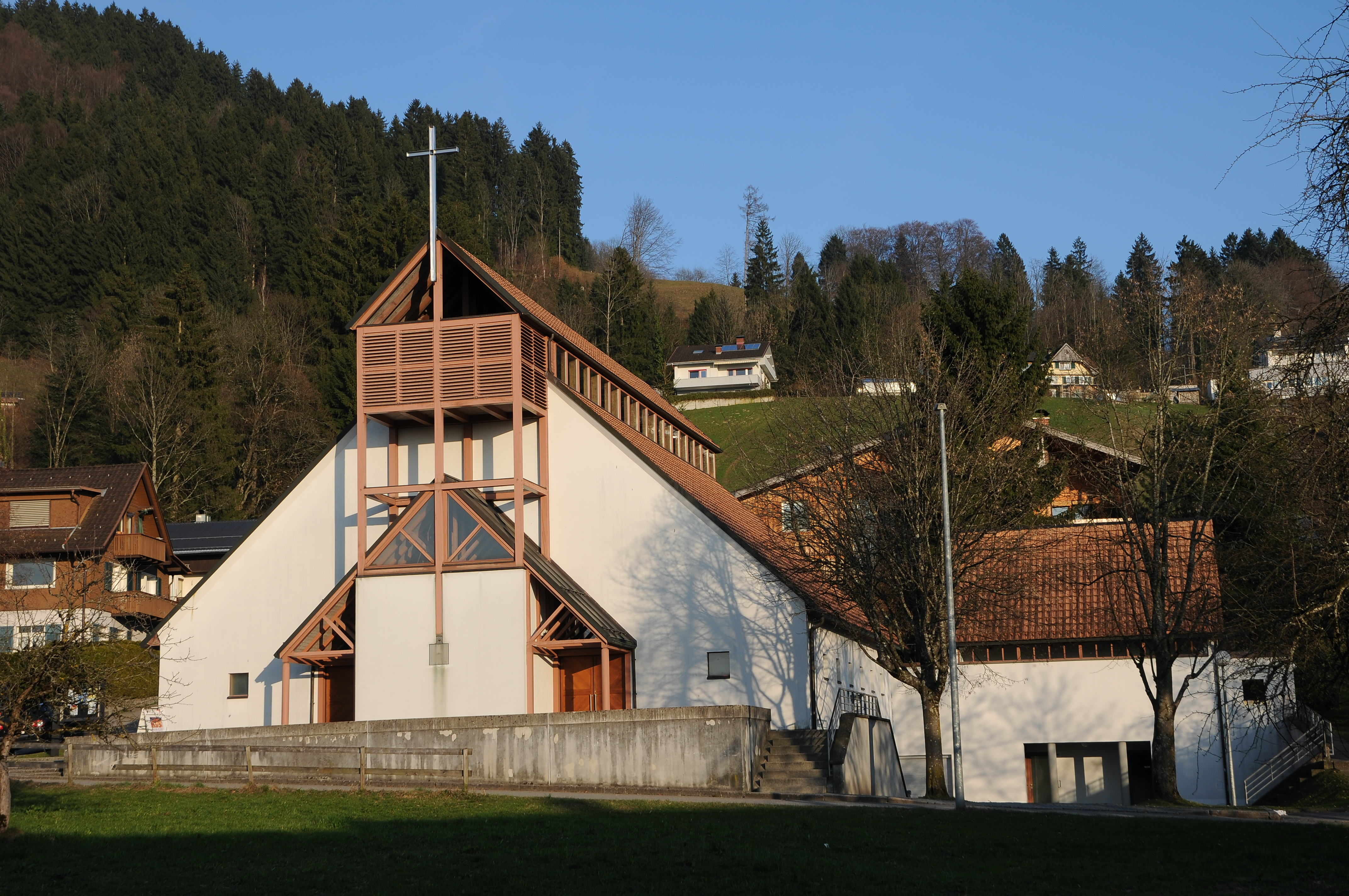
Kirche Maria Königin des Friedens im Watzenegger Ortszentrum

Watzenegg (647 m ü. A. – Kirche) ist eine Bergparzelle im Gemeindegebiet der österreichischen Stadt Dornbirn in Vorarlberg. Die am Berghang östlich des Stadtgebiets von Dornbirn liegende Siedlung wird heute von der Bödelestraße durchquert und verfügt über eine aus mehreren ehemals selbstständigen Weilern zusammengewachsene Siedlungsstruktur. Das Bergdorf Watzenegg gehört zum Dornbirner Stadtbezirk Oberdorf.

## Namensherkunft
Erstmals historisch erwähnt wird die Siedlung im Jahr 1340 in einem Verzeichnis der Zinsen des Klosters Mehrerau unter dem latinisierten Namen „de wazzeneggo“. Herzuleiten ist dieser Name vermutlich durch die Zusammensetzung des Personennamens „Watzo“ und der geografischen Bezeichnung „Egg“, also ein Eck im Gelände.

## Infrastruktur
Geprägt wird das Ortsbild Watzeneggs im alten Ortskern von historischen Rheintalhöfen und anderen schlichten Holzgebäuden, während an der Ortsperipherie und insbesondere in Hanglage zahlreiche neuere Bauten das Landschaftsbild bestimmen. Watzenegg verfügt über einen eigenen Kindergarten, eine Volksschule, die katholische Kirche Maria Königin des Friedens (Teil der Pfarrgemeinde Oberdorf), einen Friedhof sowie einen Löschzug der Freiwilligen Feuerwehr Dornbirn. Letzterer war von 1977 bis 2016 in einem Anbau der Volksschule Watzenegg (in der sich auch der Kindergarten befindet) untergebracht und bekam 2016 ein eigenes, neu errichtetes Feuerwehrhaus direkt an der Bödelestraße.
Verkehrstechnisch ist Watzenegg durch die Bödelestraße (L 48) angebunden. Auf dieser verkehren regelmäßig Busse des Landbus Unterland vom Dornbirner Bahnhof ans Bödele oder nach Schwarzenberg im Bregenzerwald.

## Weilerstruktur

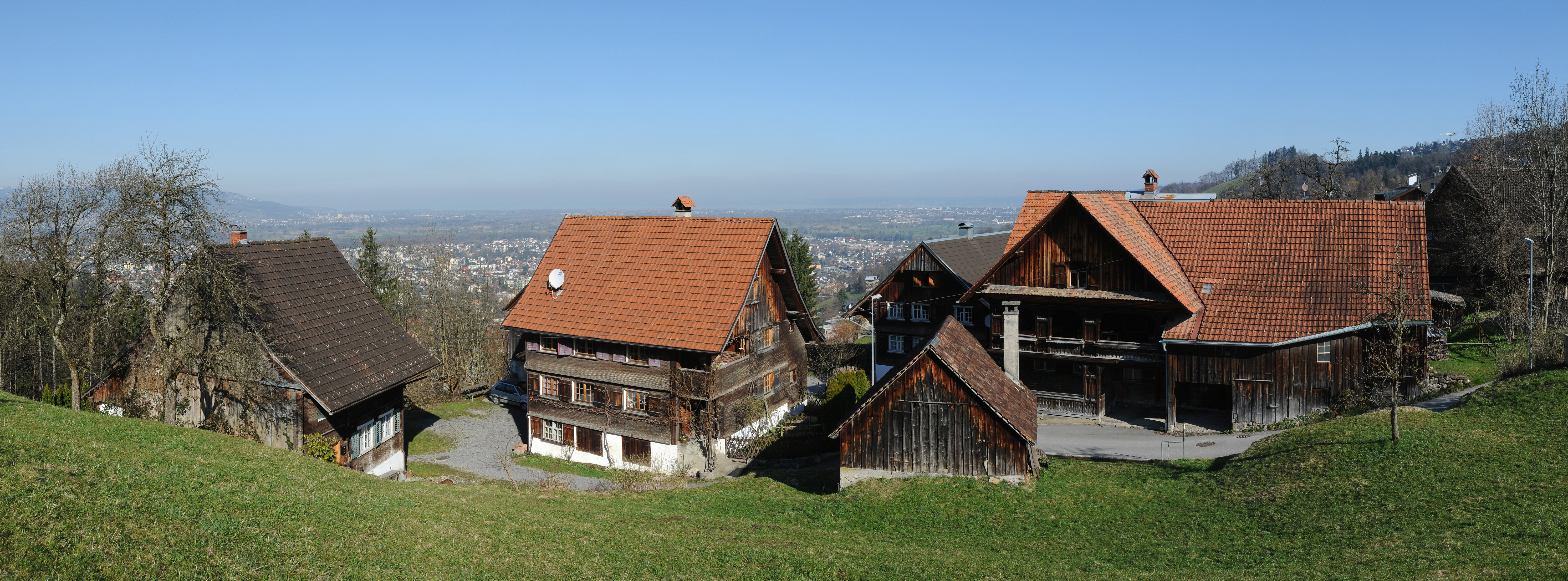
Historisches Zentrum des Weilers Häfenberg mit Rheintalhäusern

Zur Bergparzelle Watzenegg gehören zahlreiche weitere Weiler, die in der heutigen Siedlungsstruktur kaum noch als eigenständige Ansiedlungen zu erkennen sind. Im Urkataster von 1857 beispielsweise sind noch das Dorf Watzenegg mit zirka 16 Bauernhöfen sowie die umliegenden meist nur aus einem oder zwei Häusern bestehenden Weiler zu erkennen. Heute sind diese größtenteils mit dem Watzenegger Zentrum beziehungsweise hangabwärts mit dem Dornbirner Stadtgebiet verbunden. Hierzu zählen unter anderem die Weiler Klotzen, Häfenberg, Heilenberg, Unterries und Schwendebühel.